# 莱克阿瑟 (路易斯安那州)
莱克阿瑟（英語：Lake Arthur），是美国路易斯安那州下属的一座城市。根据2010年美国人口普查，该市有人口2,738人。建置上，属于“town”。